# Yannis Stournaras
Yannis Stournaras, född den 10 december 1956 i Aten, grekisk ekonom och universitetsprofessor, finansminister i Grekland 2012-2014 och Greklands centralbankchef sedan 2014..
Stournaras studerade vid Atens universitet och genomförde därefter sin forskarutbildning vid Oxfords universitet. Han arbetade som särskild rådgivare vid departementet för nationell ekonomi under åren 1986-1989, särskild rådgivare till den grekiska centralbanken (1989-1994), ledamot i Ekonomiska och monetära kommittén i Europeiska unionen (1994-2000), VD och koncernchef i Emporiki Bank (2000-2004). Sedan 1989 undervisar han i nationalekonomi vid Atens universitet. 
Stournaras utsågs den 17 maj 2012 till minister för utveckling, konkurrens och sjöfart. Ministeriet uppgick i ministeriet för utveckling, konkurrens, infrastruktur, transport och kommunikation den 21 juni 2012. Den 26 juni 2012 utsågs Stournaras till finansminister. Ett av hans mer tuffa beslut som finansminister var bl.a. nedläggningen av det statliga radio- och televisionsbolaget ERT den 11 juni 2013.